# Уэпнер, Чак
Чак Уэпнер (англ. Chuck Wepner; 26 февраля 1939, Нью-Йорк, Нью-Йорк (штат), США) — американский боксёр-профессионал, выступавший в тяжёлой весовой категории с 1964 по 1978 годы. Наибольшую известность Уэпнер получил благодаря бою против Мохаммеда Али, в ходе которого сумел отправить Али в нокдаун, несмотря на то, что перед боем оценивался букмекерами как соперник, неспособный оказать Али значительную конкуренцию. Несмотря на то, что тот бой Уэпнер всё же проиграл нокаутом в 15-м раунде, он получил известность как боксёр, ставший одним из прототипов Рокки Бальбоа — главного героя серии фильмов «Рокки».

## Карьера
Чак Уэпнер дебютировал на профессиональном ринге в августе 1964 года.
В августе 1969 года Уэпнер проиграл нокаутом в 3-м раунде Джорджу Форману.
В июне 1970 года он уступил нокаутом в 10-м раунде Сонни Листону. Превосходя противника в росте примерно на 12 сантиметров, Уэпнер вместо традиционного для высоких боксёров аутфайтерского стиля боксировал в стиле браулера, однако это дало преимущество Листону, который в ходе боя сломал Уэпнеру нос и скулу. После боя Чаку понадобилось 72 шва, чтобы остановить обильное кровотечение лица, и к Уэпнеру приклеилось прозвище «Байоннский кровопускатель» (англ. Bayonne Bleeder). Из-за травм, полученных в поединке, Уэпнер всерьез думал о завершении карьеры, но всё же решил продолжить выступления.
В сентябре 1970 года Уэпнер проиграл нокаутом в 3-м раунде Джо Багнеру.
В июне 1973 года он победил по очкам Эрни Террелла.
В марте 1975 года Чак Уэпнер встретился с абсолютным чемпионом мира в тяжёлом весе Мохаммедом Али. Перед боем ставки букмекеров в пользу Али составляли 40 к 1. Однако Уэпнер неожиданно хорошо держался против именитого соперника и в 9-м раунде послал его во флеш-нокдаун: в комбинации «джеб-кросс» второй удар пришёлся под сердце Али, и Мохаммед завалился на канвас. Впоследствии Али утверждал, что нокдауна не было, а упал он из-за того, что Уэпнер в тот момент наступил ему на ногу и Али просто потерял равновесие. Версия Али подтверждается фотодоказательствами, однако судьи всё же зафиксировали нокдаун. В 15-м раунде Али начал забивать Уэпнера, и бой был остановлен. Впоследствии Али даже подарил Уэпнеру и его жене собственный постер с автографом и надписью: «Чаку и Линде: Удачи, мои дорогие друзья, от Мухаммеда Али. Такого, как я, уже не будет. P.S. Держись подальше от моей ноги!».
В сентябре 1978 года Уэпнер провёл свой последний бой, который проиграл по очкам.

## «Настоящий Рокки»
По словам Уэпнера, его бой за титул абсолютного чемпиона мира в тяжёлом весе с Мохаммедом Али послужил основой оскароносного фильма «Рокки». Автор сценария «Рокки», Сильвестр Сталлоне, отрицал это утверждение, однако предложил Уэпнеру попробоваться на роль спарринг-партнера Рокки в «Рокки 2». Уэпнер оказался очень слабым актёром и не прошёл кастинг. В дальнейшем, по словам Уэпнера, Сталлоне обещал дать ему роль в каком-нибудь из своих фильмов, но так этого и не сделал. В 2003 году Уэпнер подал в суд на Сталлоне, обвинив последнего в том, что тот нажился на его биографии, ничего не заплатив. Сталлоне утверждал, что прямых отсылок к биографии Уэпнера в фильме не было, а сам Чак уже получил свою долю славы как «настоящий Рокки», так как эти слухи быстро распространились ещё до премьеры фильма. Иск был удовлетворен вне суда, после того как Сталлоне выплатил Уэпнеру неразглашённую сумму.

## В массовой культуре
В 2011 году вышел документальный фильм канала ESPN под названием «Настоящий Рокки» (англ. The Real Rocky), рассказывающий о карьере Уэпнера.
- О жизни Уэпнера снят американский художественный фильм «Реальный Рокки» / Chuck, роль Чака в котором исполнил известный голливудский актёр Лев Шрайбер. В экранизации Сильвестр Сталлоне очень хорошо относится к Чаку, помогает ему в роли и даже приглашает его в свой фильм «Взаперти».
- В 2018 году вышла ещё одна экранизация истории Уэпнера, «Дебошир». Роль Чака в картине исполнил Зак Макгоуэн.